# John Wick: Chapter 3 - Parabellum
John Wick Chapter 3: Parabellum és una pel·lícula estatunidenca d'acció del 2019 dirigida per Chad Stahelski i escrita per Derek Kolstad, Christ Collins, Marc Abrams i Shay Hatten. És la tercera pel·lícula de la saga John Wick precedida per John Wick i John Wick: Chapter 2. És protagonitzada per Keanu Reeves, Halle Berry, Laurence Fishburne, Mark Dacascos, Asia Kate Dillon, Lance Reddick, Anjelica Huston, i Ian McShane. En la pel·lícula, que té lloc una hora després dels esdeveniments de la pel·lícula anterior, l'exassassí a sou John Wick es troba fugit de legions d'assassins després que una recompensa de 14 milions és posada sobre el seu cap per culpa de les seues accions recents. Ha estat doblada al català.
La tercera entrega es va anunciar el juny de 2017. Bona part del repartiment i el personal anterior es va confirmar el febrer 2018, amb nous membres unint-se al maig. El rodatge s'inicià aquell mes i va durar fins al novembre, abastant els llocs de rodatge a Nova York, Mont-real i el Marroc.
John Wick: Chapter 3 – Parabellum va ser estrenada als cinemes dels Estats Units el 17 de maig de 2019 de la mà de Summit Entertainment. Va recaptar 321 milions de dòlars a escala mundial, convertint-se en la pel·lícula més taquillera de la franquícia en només deu dies i va rebre crítiques positives de la crítica, amb elogis a les seqüències d'acció, a l'estil visual, i a l'actuació de Reeves. Una seqüela, John Wick: Chapter 4, està en desenvolupament i serà estrenada el 21 de maig de 2021.

## Repartiment
- Keanu Reeves com a John Wick
- Ian McShane com a Winston
- Mark Dacascos com a Zero
- Laurence Fishburne com el Bowery King
- Asia Kate Dillon com l'Adjudicator of the High Table
- Halle Berry com a Sofia
- Lance Reddick com a Charon
- Anjelica Huston com el director
- Saïd Taghmaoui com l'ancià
- Jason Mantzoukas com el Tick Tock Man
- Robin Lord Taylor com l'administrador
- Yayan Ruhian com el shinobi núm.1
- Cecep Arif Rahman com el shinobi núm.2
- Boban Marjanović com a Ernest
- Randall Duk Kim com el doctor